# Nevado de Toluca
O Nevado de Toluca ou Xinantécatl é um estratovulcão no México.
Fica entre os vales de Toluca e Tenango (Valle del Matlazinco), a 22 km a sudoeste da cidade de Toluca e a 80 km da Cidade do México.
É geralmente tido como a quarta montanha mais alta do México, depois do Pico de Orizabha, do Popocatépetl e do Iztaccíhuatl, embora em algumas medições a Sierra Negra surja como ligeiramente mais alta.
O seu ponto mais elevado chama-se Pico del Fraile.

## Galeria

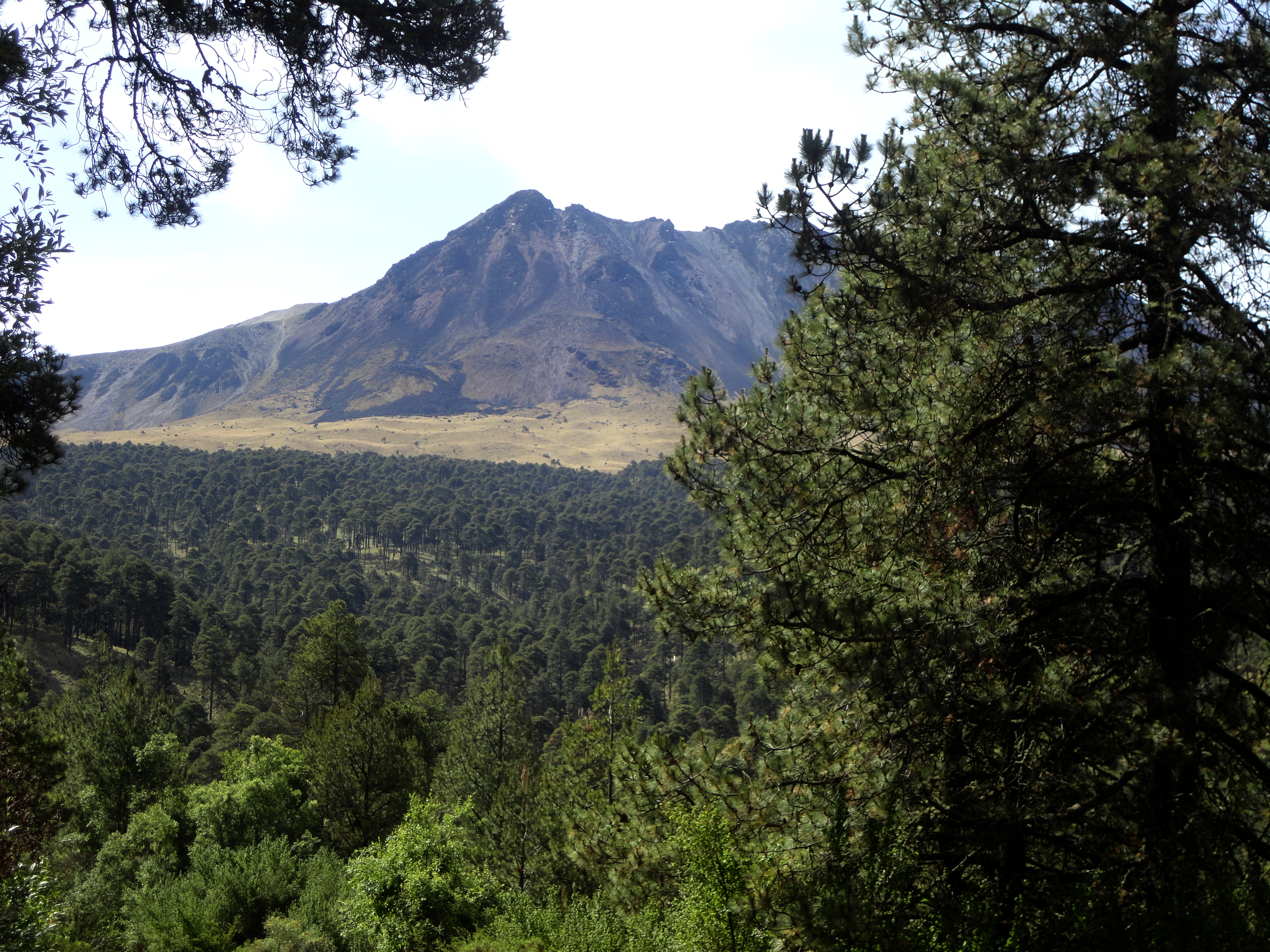
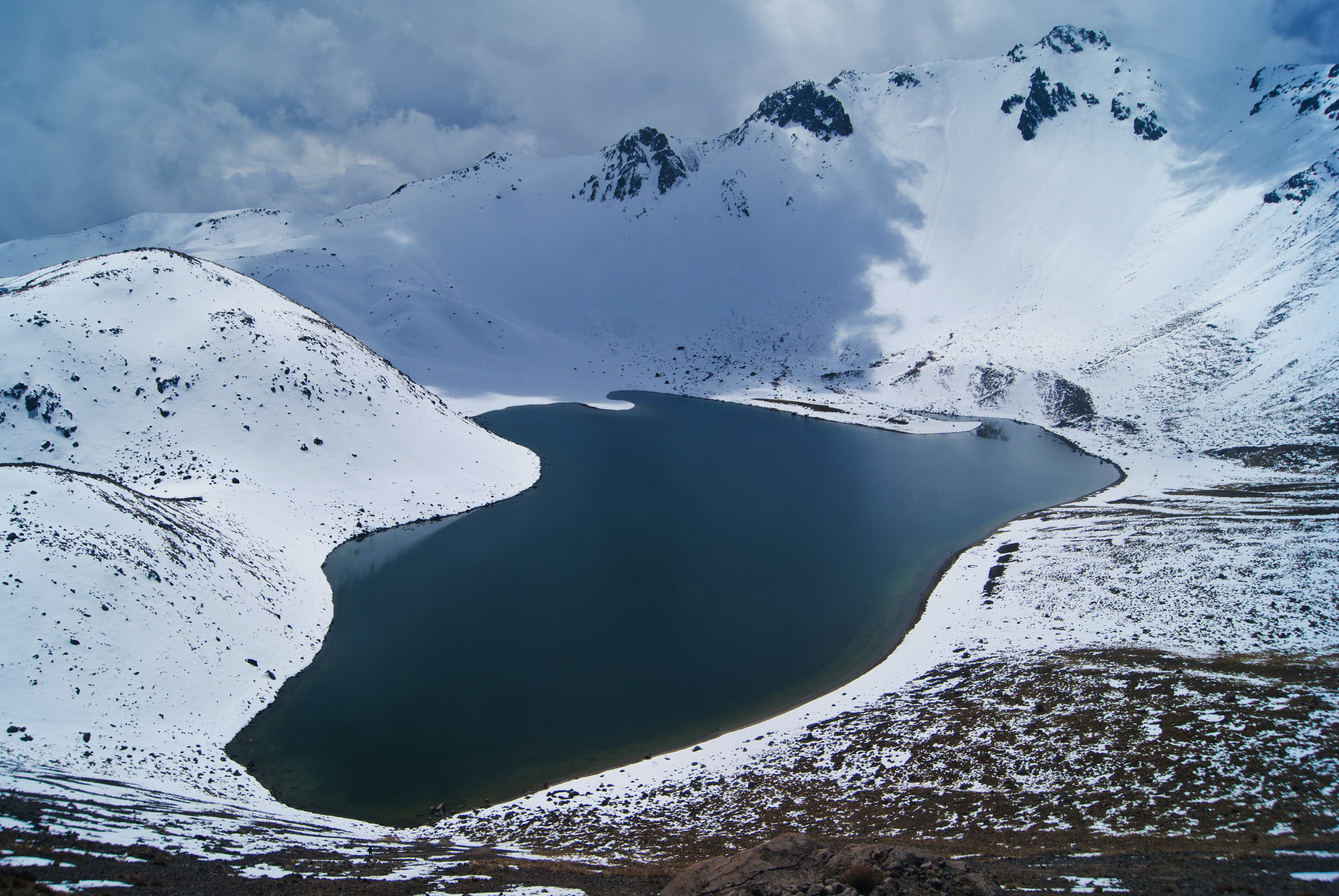
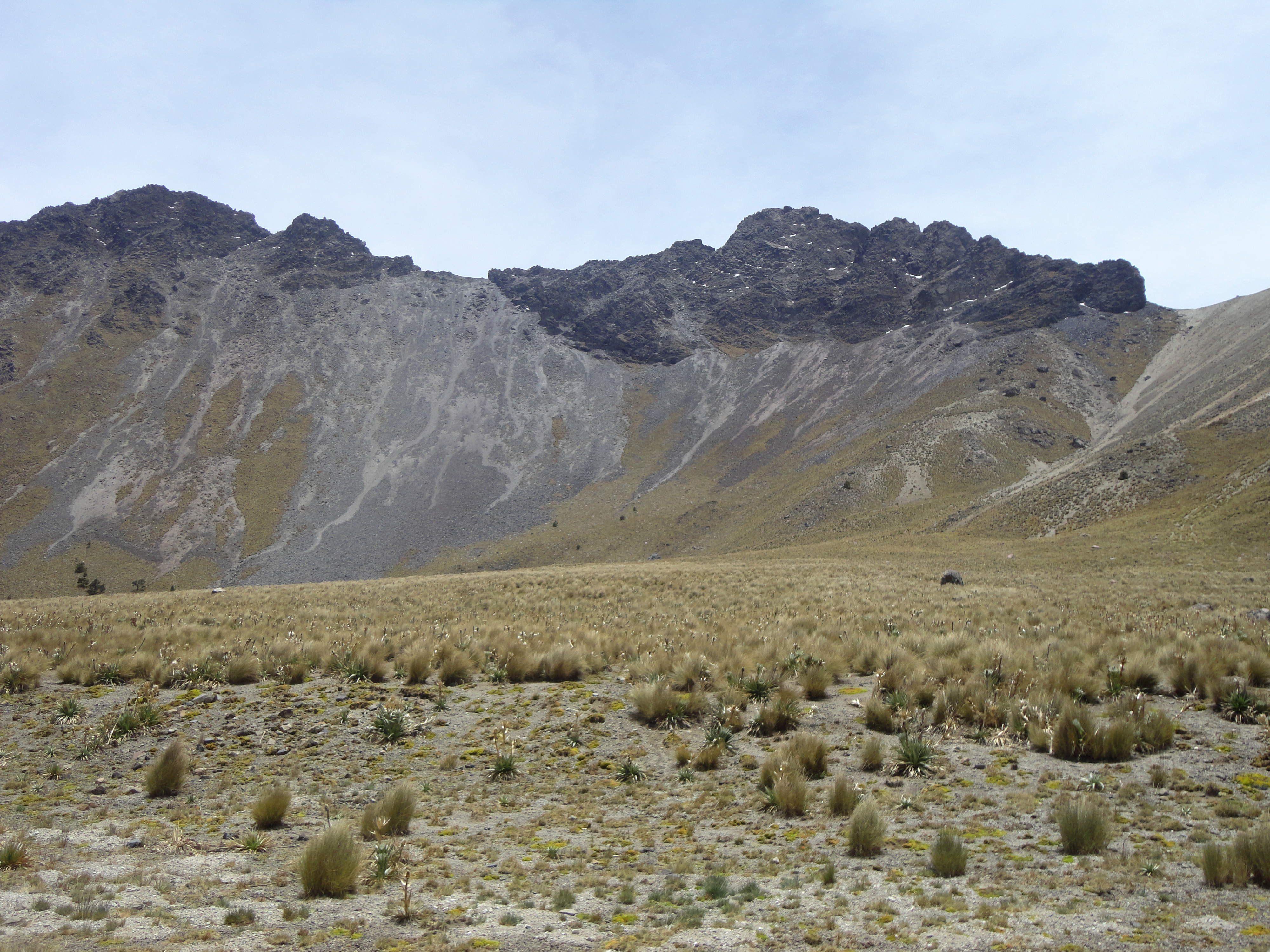
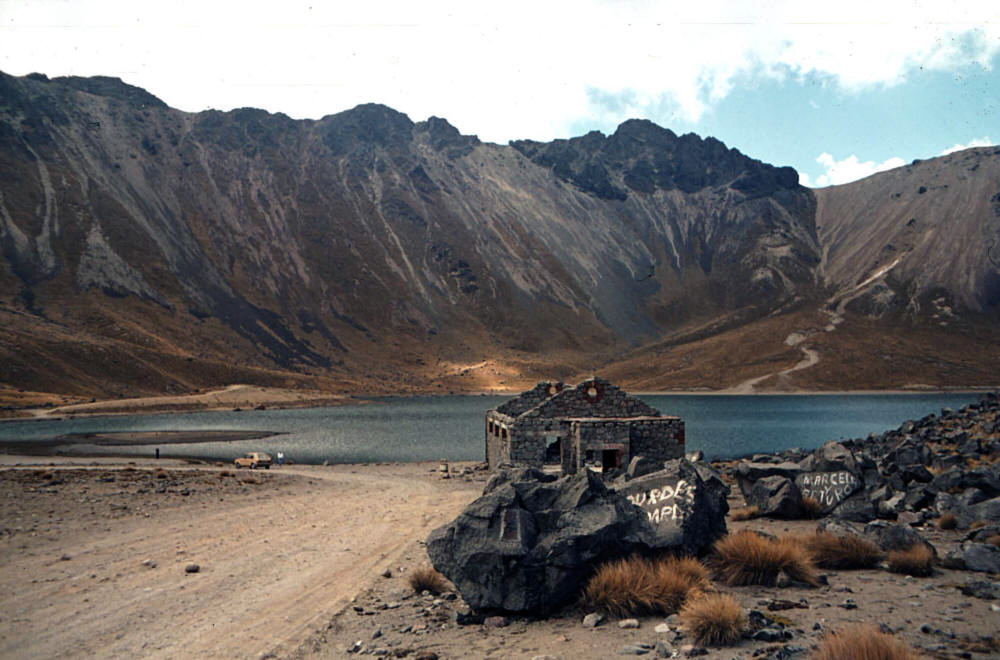
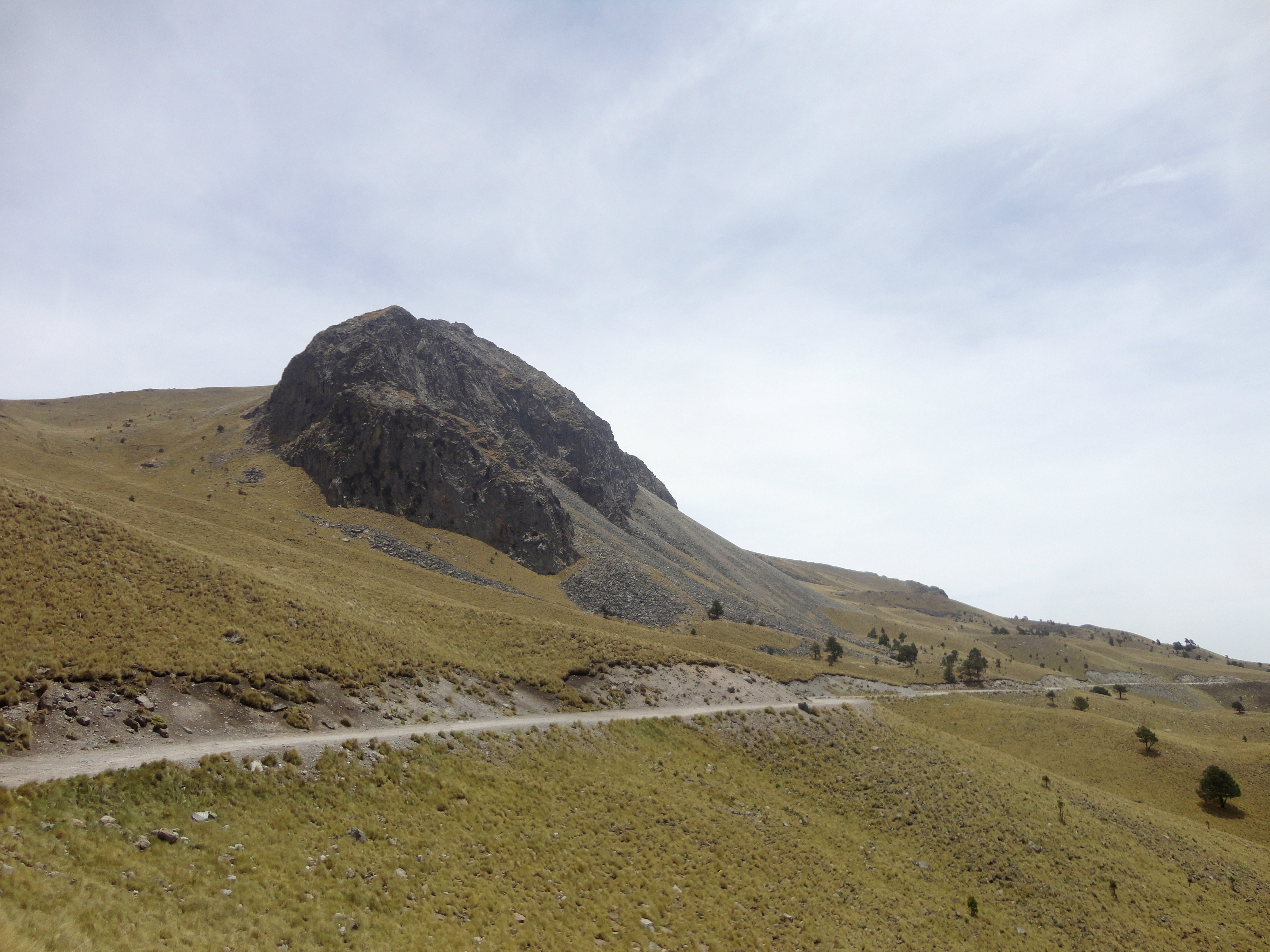

## Curiosidades
O Nevado de Toluca é representado no jogo Forza Horizon 5, sendo o ponto mais alto do mapa fictício do México.